# Alan Hlad
Alan Hlad, es un ejecutivo y escritor estadounidense.
Trabajó como ejecutivo. Es miembro de la Sociedad de Novela Histórica de Cleveland y de la Asociación de escritores de Akron.
Vive en Ohio con su mujer e hijos. Sus libros han sido editados en varios idiomas.

## Libro
- 2019, El largo camino a casa, (título original: The Long Flight Home).
- 2021 Churchill's Secret Messenger (Excellent Historical Fiction WWII)
- 2022, La Luz de la esperanza, (título original: A Light Beyond the Trenches).
- 2023 The Book Spy: A WW2 Novel of Librarian Spies
- 2024 Fleeing France